# السرب العاشر (القوات الجوية الملكية السعودية)
السرب العاشر هو سرب قتالي تابع للقوات الجوية الملكية السعودية ويحتوي على الطائرات المقاتلة يوروفايتر تايفون الأوروبية ومقره قاعدة الملك فهد الجوية.